# Jean Cantacuzène (pinkernès)
Pour les articles homonymes, voir Jean Cantacuzène (homonymie).
Jean Cantacuzène (grec Ἱωάννης Καντακουζηνός) fut gouverneur du thème des Thracésiens entre 1244 et 1249, avec les titres de doux et de pinkernès. En 1249, il commanda une expédition envoyée par l’empereur Jean III Vatatzès contre les Génois qui avaient envahi et pris le contrôle de Rhodes durant l’absence de son gouverneur Jean Gabalas.
Vers la fin de sa vie, Jean Cantacuzène devint moine et prit le nom Joannikios. Il mourut avant 1257.
Donald MacGillivray Nicol fournit des éléments qui indiquent que Jean Cantacuzène le pinkernès était la même personne que Jean Cantacuzène Comnène Ange, l’époux d’Irène Paléologue, sœur de Michel VIII Paléologue. Le couple eut plusieurs enfants, dont :
- Théodora, qui épousa en premières noces Georges Muzalon, puis en secondes noces Jean Raoul Pétraliphas ;
- Marie, épouse d'Alexis Philès, de Konstantin Tikh puis d'Ivaïlo ;
- Anne, épouse de Nicéphore Ier Comnène Doukas ;
- Eugénie, épouse de Syrgiannès et mère de Syrgiannès Paléologue ;
- Peut-être une cinquième fille dont on ignore le nom, qui épousa Théodore Mouzalon.

## Sources
- Nicol, Donald M. The Byzantine family of Cantacuzène (Cantacuzenus) ca. 1100-1460: A Genealogical and Prosopographical Study, 1968, Dumbarton Oaks Center for Byzantine Studies.